# Kościół św. Piotra i Pawła Apostołów w Cierzniach
Kościół św. Piotra i Pawła Apostołów w Cierzniach – katolicki kościół filialny, zlokalizowany w Cierzniach, w gminie Debrzno. Należy do parafii św. Bartłomieja w Uniechowie. Obiekt w centrum wsi, bezpośrednio przy drodze krajowej nr 22.

## Historia
Kościół z muru pruskiego wzniesiono w 1785, a przebudowano najpierw w 1885, a następnie w latach 1979–1980.

## Architektura
Kościół konstrukcji słupowo-ramowej, o cechach barokowych, salowy, kryty dachówką. Nie posiada wyodrębnionego prezbiterium. Drewniana wieża czworoboczna, umieszczona od frontu, zwieńczona barokowym hełmem, pokrytym gontem. Przy świątyni stoi drewniana dzwonnica z XIX wieku. 

## Wyposażenie
Do wyposażenia należy rokokowa ambona pochodząca z końca XVIII wieku, a także XVIII- i XIX-wieczne obrazy.

## Galeria

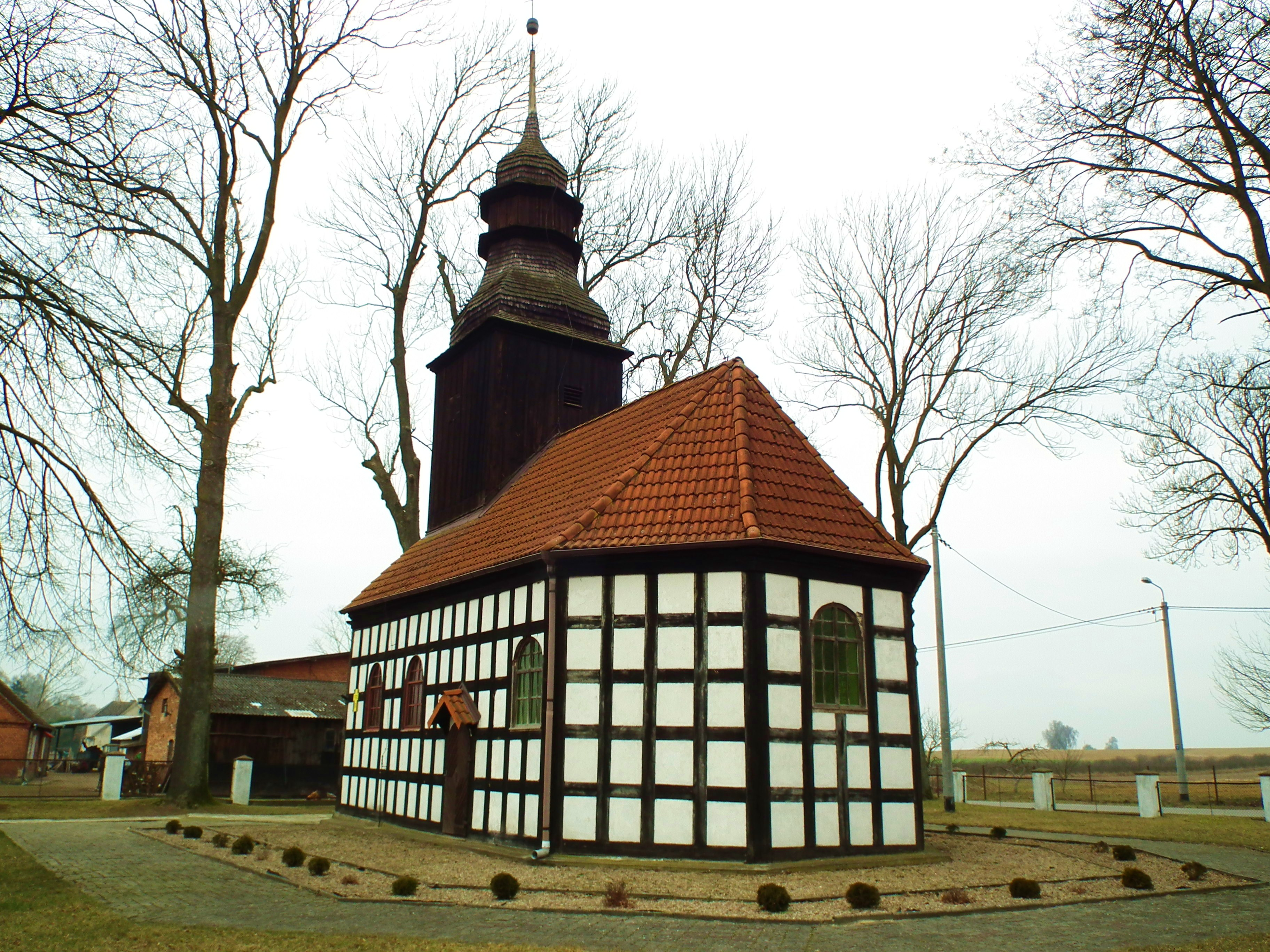
Prezbiterium
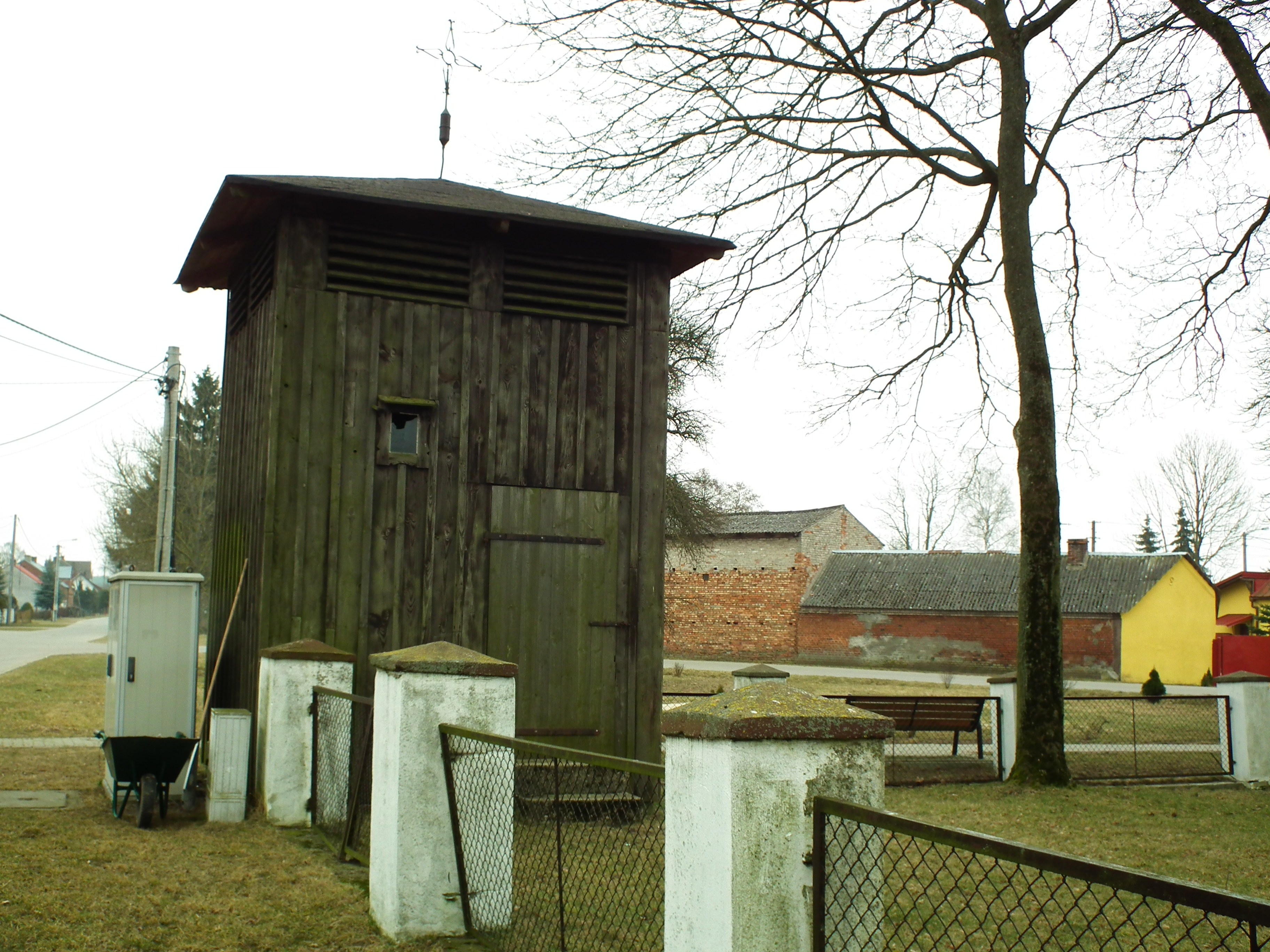
Dzwonnica drewniana
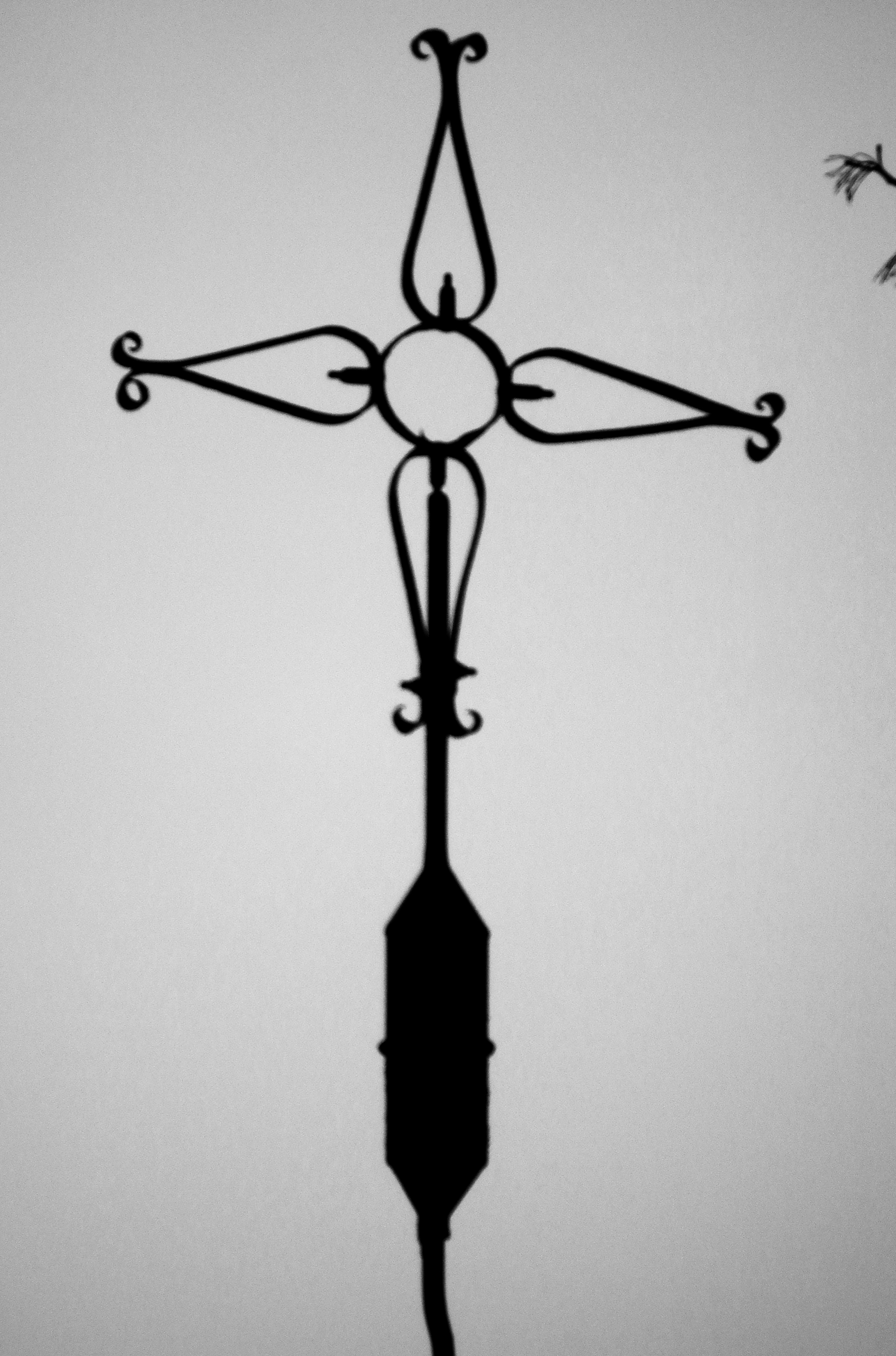
Krzyż na dzwonnicy